# Torretta
Torretta é uma comuna italiana da região da Sicília, província de Palermo, com cerca de 3.468 habitantes. Estende-se por uma área de 25 km², tendo uma densidade populacional de 139 hab/km². Faz fronteira com Capaci, Carini, Isola delle Femmine, Monreale, Palermo.

## Demografia
| Variação demográfica do município entre 1861 e 2011                               |
|                                                                                   |
| Fonte: Istituto Nazionale di Statistica (ISTAT) - Elaboração gráfica da Wikipedia |